# St. Ägidius (Lahm)

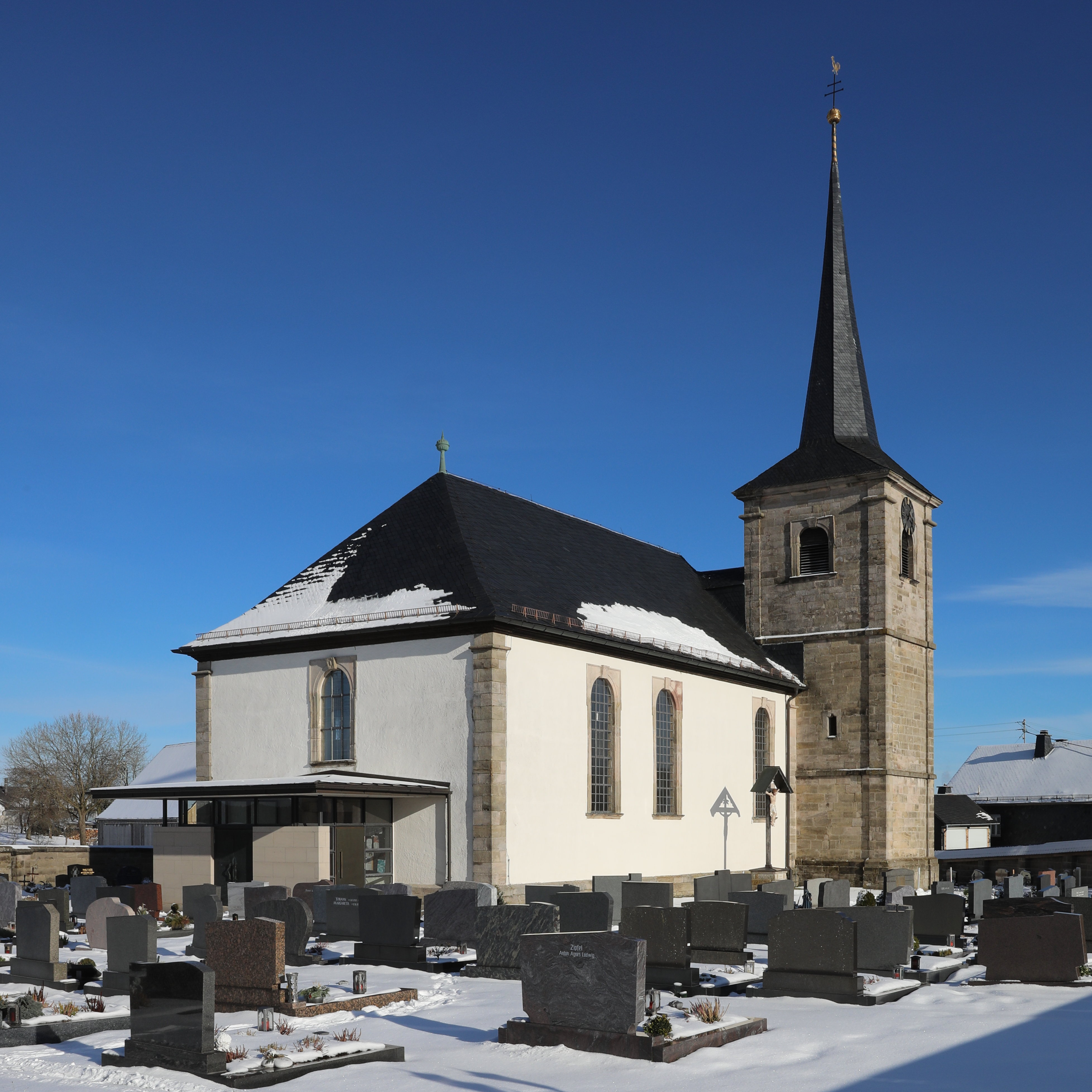
St. Ägidius in Lahm

Die römisch-katholische Pfarrkirche St. Ägidius in Lahm, einem Gemeindeteil der oberfränkischen Gemeinde Wilhelmsthal im Landkreis Kronach, entstand zwischen den Jahren 1722 und 1726. Der Weihbischof zu Bamberg Heinrich Joseph von Nitschke weihte sie im Jahr 1770.

## Baugeschichte
Eine Pfarrkirche in Lahm wurde 1323/28 als „ecclesia parochialis“ erwähnt. Der Pfarrsprengel umfasst neben Lahm und Effelter, wo es früher auch Besitzungen gab, noch Hesselbach. Steinberg wurde 1515 selbstständig und das 1730 gegründete Wilhelmsthal im Jahr 1906. Zwischen den Jahren 1722 und 1726 ließ die gewachsene Gemeinde nach Plänen und unter Leitung des Kronacher Bürgermeisters Johann Andreas Tribl ein größeres Gotteshaus errichten. 2005 bekam der Turm ein neues Geläut, das seitdem fünf Glocken umfasst.

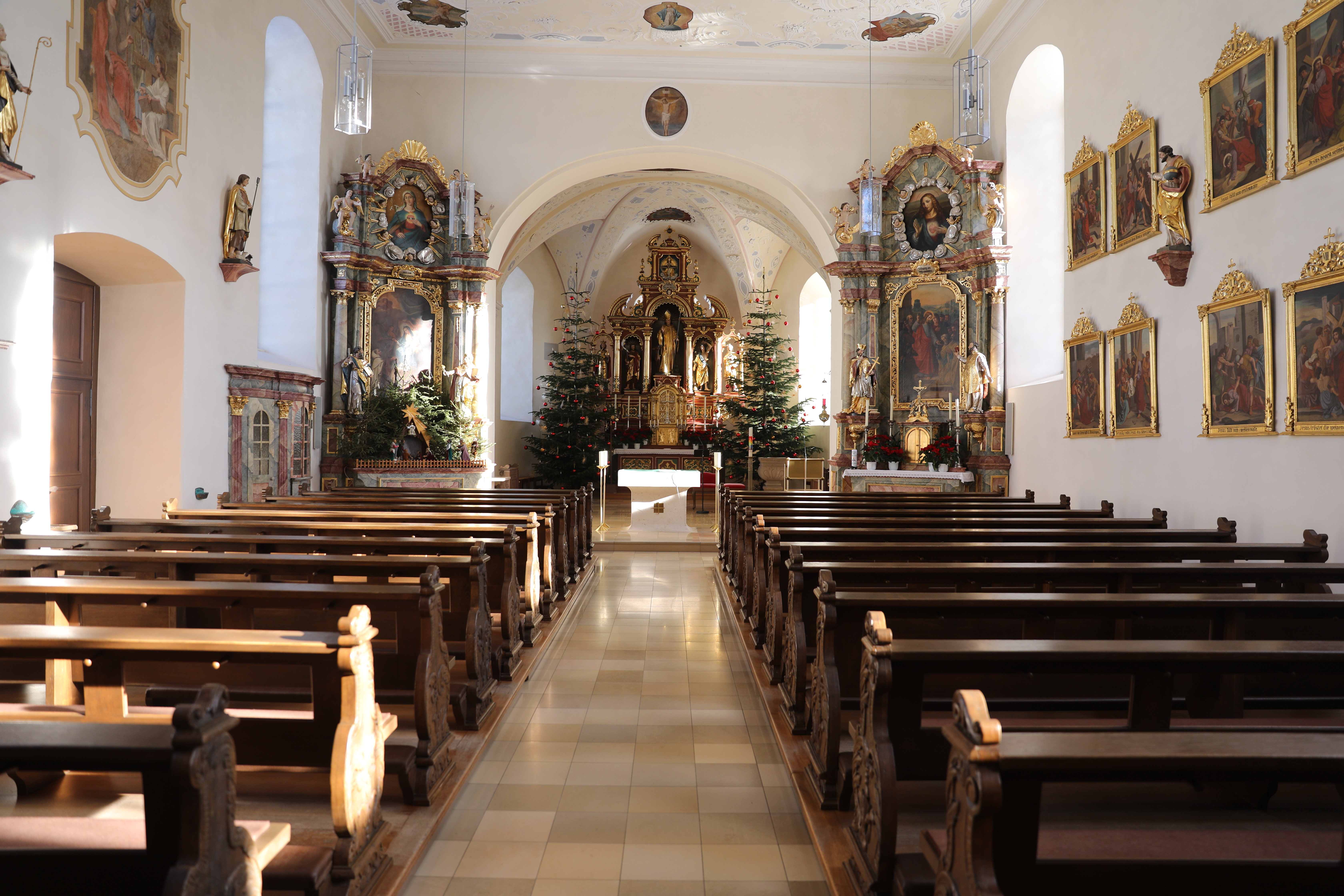
Innenraum

## Baubeschreibung
Die Kirche befindet sich am höchsten Punkt des Dorfes Lahm. Das Pfarrhaus, das ehemalige Schulhaus und die Pfarrhofstelle sowie der Friedhof gruppieren sich um das Gotteshaus.
Die einschiffige Barockkirche ist ein Saalbau. Der Putzbau mit Sandsteingliederungen hat ein Walmdach. Eine Flachdecke überspannt das Langhaus. Die Kirche besitzt einen eingezogenen Chor und einen Chorseitenturm. Der dreigeschossige, 30 Meter hohe Turm besteht aus Sandsteinquadern und hat einen Spitzhelm. Der halbrunde Chor wird von einem Stichkappengewölbe mit Gurten überspannt. Das Langhaus hat eine Flachdecke, die Empore steht auf ionisierenden Sandsteinsäulen. Das Hofportal in der Kirchhofmauer stammt von Johann Jakob Michael Küchel. Es wurde 1741 aus Sandstein errichtet. Im Aufsatz des Torbogens befindet sich ein Relief mit dem fürstbischöflichen Amtswappen.

## Ausstattung
Die Ausstattung stammt bis auf den Hochaltar aus der Bauzeit. Die Deckengemälde zeigen Szenen aus dem Leben des heiligen Agidius. Über einem Fenster an der Chor-Außenwand befindet sich das Wappen des Bamberger Fürstbischofs Friedrich Karl von Schönborn-Buchheim.

## Orgel

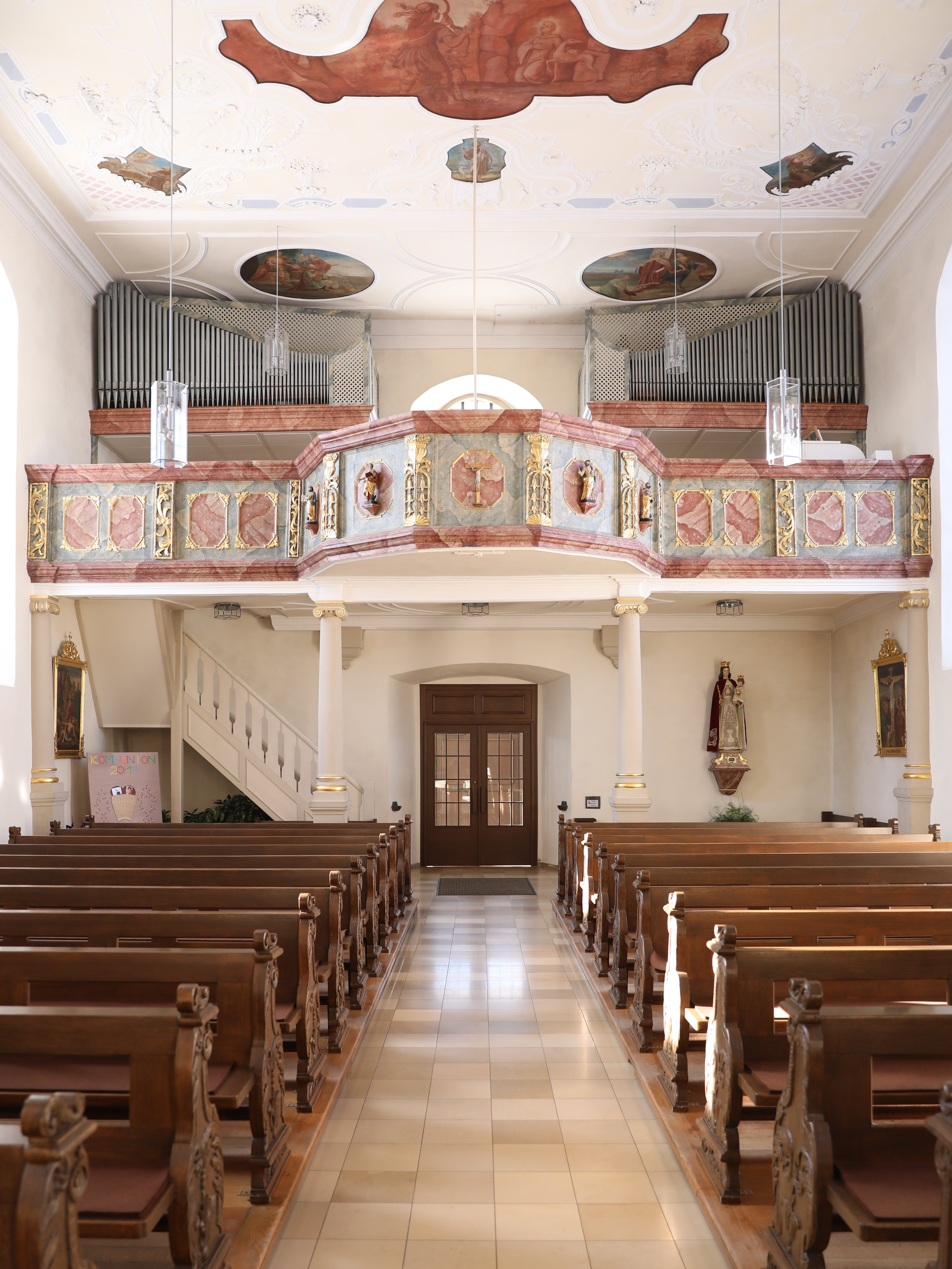
Orgel

Eine Orgel stellte 1886 Georg Friedrich Steinmeyer aus Oettingen mit zehn Registern auf einem Manual und Pedal auf. Das Instrument hatte einen dreiteiligen Prospekt. Die heutige Orgel stammt von 1964.